# Flamme

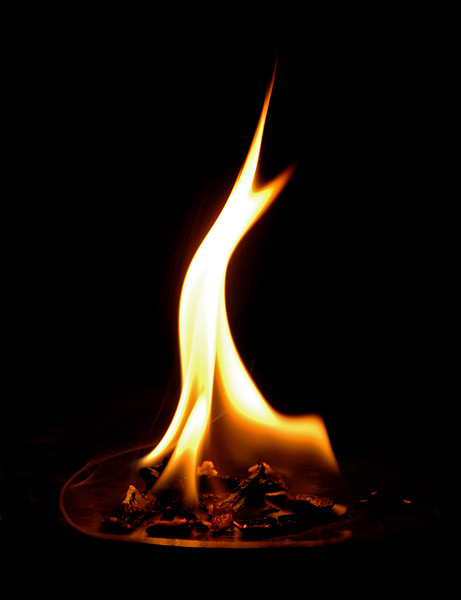
Rußende Flamme

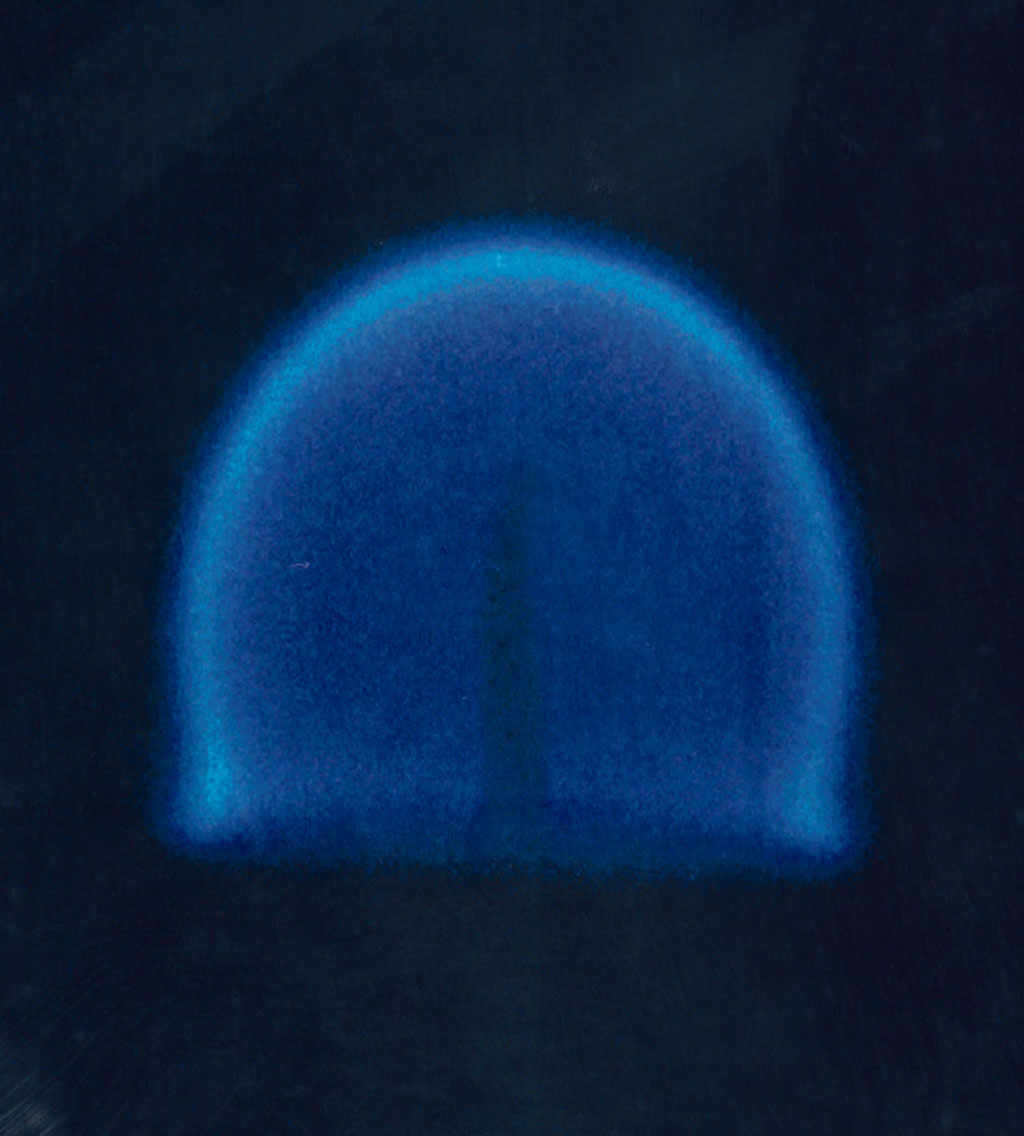
Kerzenflamme in der Schwerelosigkeit

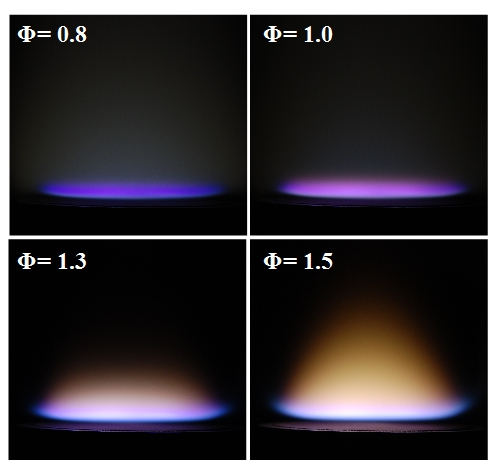
Dimethylamin-Sauerstoff-Flamme bei verschiedenen Brennstoff/Oxidator-Verhältnissen stabilisiert im Niederdruck bei 40 mbar

Als Flamme wird der im Allgemeinen vom Brennmaterial eines Feuers ausgehende Bereich brennender oder anderweitig exotherm reagierender Gase und Dämpfe bezeichnet, in dem Licht emittiert wird.

## Vorgang
Die bei einer Reaktion freigesetzte Strahlung wird durch die Lichtemission der Molekülbanden und das atomare Linienspektrum der an der Verbrennung beteiligten Moleküle und Atome sowie durch Feststoffpartikel und Aerosole hervorgerufen. Feststoffpartikel wie Ruß oder Asche emittieren ein Strahlungsspektrum, das dem eines schwarzen Strahlers bei der Flammentemperatur entspricht. Soweit feste Partikel in der Flamme enthalten sind, überwiegt deren thermische Strahlung.
Bei den meisten technischen Anwendungen ist mit dem Begriff „Flamme“ die sichtbare Reaktion eines Brennstoffs mit dem oxidierenden Sauerstoff gemeint. Der Reaktionsbereich umfasst die Vorwärmzone, die Reaktionszone und die Gleichgewichtszone. Die Flamme bildet sich aus der Reaktionszone heraus. Dies führt meistens zu einem intensiven Leuchten, das den Reaktionsbereich scharf abgrenzt (Flammfront) und verschiedene Farbtöne annehmen kann.

## Flammenfärbung
Ein bedeutsamer Anteil an der Flammenfärbung wird durch verschiedene Bestandteile in der Reaktionszone hervorgerufen:
- gelb bis orange: durch (glühende) Rußteilchen (Größenordnung einige 10 nm). Ihr Emissionsspektrum entspricht annähernd dem eines Schwarzen Strahlers
- blau: durch angeregte CO2-, CH-Radikale
- türkis: durch C2-Moleküle.

Dagegen strahlen die Reaktionsprodukte der Verbrennung von Kohlenwasserstoffen (CO2 und H2O) eher im (nicht sichtbaren) infraroten Spektralbereich. Sind in der Flamme eingebrachte Verunreinigungen vorhanden, kommt es zu intensiven Flammenfärbungen, deren Farbton von den Inhalten abhängt. Hier trägt hauptsächlich die Strahlung energetisch tief liegender Resonanzübergänge (erster angeregter Zustand) zum Flammenleuchten bei. Eine besonders einfache Farbänderung ins Gelbe lässt sich durch den Natriumanteil im Kochsalz erreichen. Angewendet wird diese Möglichkeit bei Feuerwerkskörpern, die in allen Farben des Farbkreises reagieren.

## Charakterisierung
Es gibt mehrere Möglichkeiten, eine Flamme zu charakterisieren. Dazu gehört die Art der Strömung (laminar oder turbulent), das Verhältnis von Brennstoff und Oxidator und, ob diese schon vor der Verbrennung gemischt oder nicht-gemischt vorliegen.
So liegt bei „vorgemischten Flammen“ schon ein homogenes Gemisch an Brennstoff und Oxidator vor, bevor der Verbrennungsprozess stattfindet (beispielsweise Lötlampe und Ottomotor). Bei „nicht-vorgemischten Flammen“ treffen Brennstoff und Oxidationsmittel erst in der Reaktionszone aufeinander und reagieren dort miteinander. Der Verbrennungsprozess findet hierbei an der Grenzfläche statt, an der sich die Gase mischen (beispielsweise Kerze, Lagerfeuer, Flugzeugturbine und Druckzerstäuber-Ölbrenner).
Darüber hinaus kann man eine Flamme über ihr Brennstoff-Oxidator-Verhältnis beschreiben. Flammen mit einem Brennstoffüberschuss werden als „fette“ Flammen bezeichnet, während Flammen mit Oxidatorüberschuss „magere“ Flammen sind. Eine präzisere Angabe darüber, welche Mischung vorliegt, erfolgt über das Äquivalenzverhältnis Φ (chemische Bezeichnung) oder die Luftzahl λ (technische Bezeichnung).
- Als Reduktionsflamme (leuchtende Flamme) wird eine Flamme mit niedrigem Sauerstoffanteil bezeichnet. Bei der pyrolytischen Verbrennungsreaktion werden aus den Kohlenwasserstoffmolekülen CH-Radikale gebildet[2]. Diese reagieren (neben anderen Reaktionen) mit gebildeten Sauerstoff-Radikalen zu Wasserdampf weiter. Aufgrund des Sauerstoffmangels (Verbrennungsluftverhältnis {\displaystyle \lambda <1}) werden vermehrt Kohlenstoffmonoxid und elementarer Kohlenstoff in Form von Ruß gebildet; beide können in der Hitze durch Sauerstoffaufnahme oxidiert werden. Die Flamme wirkt reduzierend, in die Flamme gehaltene sauerstoffabgebende Substanzen werden dabei reduziert (siehe dazu auch Boraxperle). Die Emissivität des Rußes ist für das intensive Leuchten der Flamme verantwortlich, für dessen gelbe Farbe die relativ niedrige Verbrennungstemperatur (etwa 1.000–1.200 °C). Der Ruß aus solchen Abgasen kann die Innenwände von Schornsteinen berußen oder bei intensivem Gebrauch von Kerzen und Öllampen die Zimmerdecke verrußen.
- Oxidationsflammen enthalten Sauerstoff im Überschuss. Bei der Verbrennungsreaktion wird der gebundene Kohlenstoff der Kohlenwasserstoffe (aus C-C und C-H Bindungen) zu Kohlenstoffoxiden oxidiert. Oxidationsflammen sind heißer als Reduktionsflammen. Wegen des geringen Rußanteils leuchten sie nur schwach und weisen aufgrund von Chemilumineszenz[3] blaue Flammfronten auf (Chemilumineszenz von CH-Radikalen nahe 314, 390 und 431 nm, von OH-Radikalen mit einem Peak nahe 309 nm[4], von CO2-Radikalen um 415 nm[5] und C2 nahe 510 nm[6]).

Eine Stichflamme entsteht, sobald sich ein oxidationsfähiges, unter Druck stehendes Gasgemisch plötzlich mit Sauerstoff verbinden kann. Dabei muss die Aktivierungsenergie dieser Reaktion durch eine äußere Zündquelle erreicht werden, insbesondere, wenn die Zündtemperatur des jeweiligen Reaktionsgemisches überschritten wird.

## Trivia
- Die bisher heißeste Flamme entsteht bei einer Reaktion von Dicyanoethin und Ozon bei 40 bar Druck und erreicht eine Flammentemperatur von etwa 6000 °C. Die theoretischen Verbrennungstemperaturen von Kohlenwasserstoffen mit Luft liegen um 2000 °C. Solche bei Idealbedingungen möglichen Temperaturen werden in alltäglichen Flammen bei weitem nicht erreicht, da sich das Gas bei der Verbrennung durch die Strahlungsemission abkühlt. Sehr heiße Flammen treten auch bei den Trägerraketen für Weltraumsatelliten aus.

- Mit Hilfe einer „Spektralbrille“ (einem Kinderspielzeug) kann die Hitze einer Flamme abgeschätzt werden: Die Spektralbrille zerlegt die Lichtstrahlen der Flammenfärbung in ihre spektralen Bestandteile, aus der Größe der Lichtflecke kann auf die Temperatur geschlossen werden.[7]